# لوسيل وول
لوسيل وول (بالإنجليزية: Lucille Wall)‏ هي ممثلة أمريكية، ولدت في 18 يناير 1898 في شيكاغو في الولايات المتحدة، وتوفيت في 11 يوليو 1986 في رينو في الولايات المتحدة.

## وصلات خارجية
- لوسيل وول على موقع IMDb (الإنجليزية)
- لوسيل وول على موقع قاعدة بيانات برودواي على الإنترنت (الإنجليزية)